# Удбиња
Удбиња је насељено мјесто у саставу града Карловца, на Кордуну, у Карловачкој жупанији, Република Хрватска.

## Географија
Удбиња се налази око 17 км југоисточно од Карловца.

## Историја
Удбиња се од распада Југославије до августа 1995. године налазила у Републици Српској Крајини.

## Становништво
Према попису становништва из 2011. године, насеље Удбиња је имало 63 становника.
| Националност       | 1991. | 1981. | 1971. | 1961. |
| Срби               | 190   | 168   | 226   | 252   |
| Југословени        | 1     | 38    | 4     |       |
| Хрвати             | 8     | 8     | 34    | 29    |
| остали и непознато |       | 1     |       | 1     |
| Укупно             | 199   | 215   | 264   | 282   |

| Демографија | Демографија | Демографија |
| Година      | Становника  | Становника  |
| ----------- | ----------- | ----------- |
| 1961.       | 282         |             |
| 1971.       | 264         |             |
| 1981.       | 215         |             |
| 1991.       | 199         |             |
| 2001.       | 78          |             |
| 2011.       |             | 63          |